# Font del Racó (Collserola)
La font del Racó és una font del vessant sud la serra de Collserola situada al parc de la Font del Racó, al barri de Sant Gervasi - la Bonanova de Barcelona. Era una font natural a la que els barcelonins venien a esbargir-se al segle xix. Actualment està connectada a la xarxa d'aigua pública. El frontal de la font, la pica i els bancs situats a ambdós costats, estan recoberts de trencadís de pedra negra.
Davant de la font hi ha una plaça dedicada a l'artista Apel·les Mestres amb un monument que hi diu 'A Apel·les Mestres, l'amic dels infants de les flors i dels ocells. MCMXXXVIII'.